# Bill Fiedler
William John Fiedler (ur. 10 stycznia 1910 w Filadelfii, zm. 30 września 1985 w Brick Township w stanie New Jersey) – amerykański piłkarz, reprezentant kraju, grający na pozycji obrońcy.

## Kariera piłkarska
Fiedler rozpoczął karierę zawodową w 1933 w drużynie Philadelphia German-Americans w American Soccer League, zdobywając mistrzostwo ligi w 1935 oraz puchar National Challenge Cup w 1936.
Fiedler występował także w Philadelphia Passon. Opuścił ASL w 1940.
Fiedler w 1934 został powołany na Mistrzostwa Świata. Nie wystąpił w spotkaniu z reprezentacją Włoch przegranym aż 1:7.
W 1936 wystąpił na Igrzyskach Olimpijskich w Berlinie, w których to jego drużyna znów przegrała z reprezentacją Włoch, tym razem 0:1. Był to jedyny mecz rozegrany przez Fiedlera w drużynie narodowej.
| Mecze i gole w reprezentacji | Mecze i gole w reprezentacji | Mecze i gole w reprezentacji | Mecze i gole w reprezentacji | Mecze i gole w reprezentacji | Mecze i gole w reprezentacji | Mecze i gole w reprezentacji |
| #                            | Data                         | Miasto                       | Przeciwnik                   | Gol                          | Wynik                        | Rozgrywki                    |
| ---------------------------- | ---------------------------- | ---------------------------- | ---------------------------- | ---------------------------- | ---------------------------- | ---------------------------- |
| 1.                           | 03.08.1936                   | Berlin                       | Włochy                       |                              | 0:1                          | towarzyski                   |

## Sukcesy
Stany Zjednoczone
- Mistrzostwa Świata 1930: 3. miejsce

Philadelphia German-American
- Mistrzostwa American Soccer League (1): 1934/35
- National Amateur Cup (1): 1935/36